# Dawn Crosby
Dawn Crosby (* 5. April 1963 in Oxon Hill, Maryland; † 15. Dezember 1996 in Los Angeles, Kalifornien) war eine US-amerikanische Sängerin.
Sie debütierte als Sängerin mit ihrer Band Détente, wechselte dann aber mit ihrem Produzenten zusammen zur Band Fear of God, die zu diesem Zeitpunkt bereits bei Warner Music Group unter Vertrag standen.
Ihr viel beachtetes Debüt Within the Veil, das 1991 erschienen ist, wurde in der Presse als Meilenstein gefeiert. Im weiteren Verlauf zerstritt sich Crosby mit den übrigen Bandmitgliedern und ersetzte sie durch neue Musiker. Mit diesen nahm sie das zweite Album Toxic Voodoo auf. Danach löste sich die Band auf.
Dawn Crosby starb am 15. Dezember 1996 an den Folgen eines Leberversagens, hervorgerufen durch langjährigen Alkohol- und Drogenmissbrauch.

## Trivia
Der Song At Dawn they sleep auf dem Album Hell Awaits der US-amerikanischen Thrash-Metal-Band Slayer von 1985 bezieht sich angeblich auf die Tatsache, dass in dieser Zeit viele der in Los Angeles herumvagabundierenden Heavy-Metal-Musiker bei Dawn Crosby übernachten konnten.

## Diskografie
Mit Détente:
- First Demo (Demo, 1984, Eigenveröffentlichung)
- Shattered Illusions (Demo, 1985, Eigenveröffentlichung)
- Rehearsal ’85 (Demo, 1985, Eigenveröffentlichung)
- Recognize No Authority (Album, 1986, Metal Blade Records (USA) / Roadrunner Records (Europa))

Mit Fear of God:
- Betrayed/Emily (Single, 1991, Warner Music Group)
- Within the Veil (Album, 1991, Warner Music Group)
- 1992 Demo (I) (Demo, 1992, Eigenveröffentlichung)
- 1992 Demo (II) (Demo, 1992, Eigenveröffentlichung)
- Toxic Voodoo (Album, 1994, Pavement Music)